# ツクピー
ツクピー(Tucupi)は、ブラジルのアマゾン熱帯雨林で取れる天然のキャッサバの根から抽出される黄色いソースである。キャッサバ穀粉生産の副産物としても得られる。生の汁はシアン化水素を含み、毒性がある。
ツクピーは、キャッサバの皮をむき、すり潰し、汁を絞ることによって作られる。伝統的には、Tipitiと呼ばれる籠のような器具が用いられる。Tipitiを通して絞った後、デンプンが液体から分離できるように絞り汁を休ませる。この時点ではまだ毒を含むので、毒を除くために1時間ほど沸騰させる必要があり、その後、ソースとして料理に用いることができる。食塩やアルファバッカ、チコリー等で調味する。

## 神話
伝説によると、Jacy（月）とIassytatassu（明けの明星）が一緒に地球の中心を訪れた。彼らが地底を通過しようと試みた時、ヘビのTyiibaがJacyの顔を噛み、Jacyの涙がキャッサバ畑に落ちた。それ以来、Jacyの顔（月面）にはヘビの噛み跡が付き、Jacyの涙からはツクピーが湧いたと言われる。

## 調理
ツクピーは、ブラジルのアマゾン地域では非常によく用いられる。pato no tucupiは、特に好まれている料理である。予めローストして刻んだカモ肉をツクピーとオランダセンニチのソースでボイルして作る。
タカカは、主にパラー州で好まれている料理である。ウリで作った器の中で、キャッサバの粉に熱したツクピーを注ぎ、オランダセンニチと干しエビで仕上げる。
ツクピーの酸味は、オランダセンニチの持つ舌や口中をピリピリと痺れる作用を際立たせる。